# Wolfgang Hellmich (Politiker)

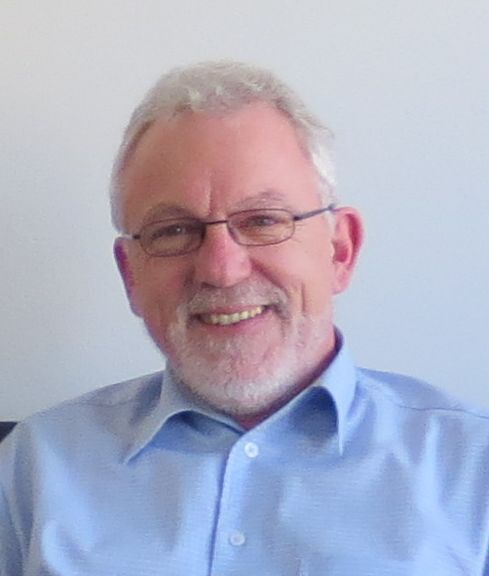
Wolfgang Hellmich (2012)

Wolfgang Hellmich (* 5. Mai 1958 in Welver) ist ein deutscher Politiker (SPD). Er war von 2012 bis 2025 Mitglied des Deutschen Bundestages. Von 2015 bis 2021 war er Vorsitzender des Verteidigungsausschusses des Deutschen Bundestages. Von 2021 bis 2024 war Hellmich Sprecher der Arbeitsgruppe Sicherheits- und Verteidigungspolitik der SPD-Bundestagsfraktion.

## Leben
Hellmich wuchs auf einem Bauernhof auf. Er besuchte die Evangelische Volksschule in Welver und machte sein Abitur am Archigymnasium in Soest. Daraufhin studierte er an der Universität Münster Geschichte für das Lehramt.
Er ist seit dem Jahr 2010 verwitwet und seit 2014 wieder verheiratet; er hat zwei Kinder (* 1991 und * 1998) und wohnt seit 2018 in Soest.

## SPD-Politiker
Hellmich trat im Jahr 1976 der SPD bei und war in Soest, Bad Sassendorf, Welver, Münster und im Ruhrgebiet ehrenamtlich in der Kommunalpolitik tätig. Im Jahre 1986 wurde er hauptamtlicher Geschäftsführer der SPD beim Bezirk Westliches Westfalen in Dortmund und stellvertretender Landesgeschäftsführer in Düsseldorf. Bei der Bundestagswahl 2009 kandidierte er im Wahlkreis Soest und verpasste den Einzug in den Bundestag knapp.

### Abgeordneter
Durch den Mandatsverzicht Michael Groscheks am 21. Juni 2012 rückte Hellmich in den Deutschen Bundestag nach. Er war in der 17. Wahlperiode ordentliches Mitglied des Verteidigungsausschusses und stellvertretendes Mitglied in den Ausschüssen für Gesundheit sowie für Ernährung, Landwirtschaft und Verbraucherschutz.
Bei der Bundestagswahl 2013 kandidierte Hellmich im Bundestagswahlkreis Soest erneut. Er konnte wieder nicht das Direktmandat holen und zog über die Landesliste der SPD Nordrhein-Westfalen (Listenplatz 13) erneut in den Deutschen Bundestag ein. In der 18. Legislaturperiode war er Ordentliches Mitglied im Verteidigungsausschuss und seit 20. Mai 2015 dessen Vorsitzender als Nachfolger von Hans-Peter Bartels, der zum Wehrbeauftragten des Deutschen Bundestages ernannt worden war. Im Ausschuss für Gesundheit und im Unterausschuss Abrüstung, Rüstungskontrolle und Nichtverbreitung sowie der Parlamentarischen Versammlung der NATO (kurz: NATO PV) war er stellvertretendes Mitglied. Er war Mitglied und Leiter der Deutschen Delegation in der Interparlamentarischen Konferenz für die Gemeinsame Außen- und Sicherheitspolitik (GASP) und die Gemeinsame Sicherheits- und Verteidigungspolitik (GSVP) der EU.
Bei den Bundestagswahlen 2017 und 2021 trat Hellmich erneut an und schaffte es zwar wieder nicht, das Direktmandat zu holen, kam aber erneut jeweils über die Landesliste in den 19. und 20. Deutschen Bundestag. Er war weiterhin Mitglied im Verteidigungsausschuss sowie stellvertretendes Mitglied im Haushalts- sowie Europaausschuss. Er gehörte dem Ausschuss zur Umsetzung des Sondervermögens Bundeswehr an.
Ab dem 14. Februar 2019 hatte er den Vorsitz im Untersuchungsausschuss des Verteidigungsausschusses inne, der die Berateraffäre um Verteidigungsministerin von der Leyen und das Beschaffungswesen der Bundeswehr aufklären sollte. Wolfgang Hellmich leitete die Sitzungen des Untersuchungsausschusses. Der Ausschuss legte im September 2020 seinen Abschlussbericht vor.
Am 16. Dezember 2021 wählte die SPD-Bundestagsfraktion Wolfgang Hellmich zum Sprecher ihrer Arbeitsgruppe Sicherheits- und Verteidigungspolitik. Weiterhin war er Schatzmeister der NATO-Parlamentarierversammlung. Diese Ämter hatte er bis Oktober 2024 inne.
Bei der Bundestagswahl 2025 trat Hellmich nicht erneut an.

## Sonstige Tätigkeiten und ehrenamtliches Engagement
In den Jahren 2002 bis 2008 war Hellmich Geschäftsführer einer Grundstücksgesellschaft in Dortmund. Er ist Mitglied des Förderkreises Deutsches Heer. Bis 2012 war er ehrenamtlicher Vorsitzender des Deutschen Roten Kreuzes in Bad Sassendorf. Zudem ist er Mitglied der IGBCE und der IG Metall.